# 강화우체국
강화우체국(江華郵遞局)은 대한민국 과학기술정보통신부 우정사업본부 경인지방우정청 소속의 우편물 취급기관이다. 인천광역시 강화군 강화읍 강화대로 384(관청리)에 있다.

## 연혁
- 1898년 4월 1일: 강화임시우체소로 개소
- 1906년 12월 1일: 강화우편취급소로 개칭
- 1945년 2월 1일: 강화우편국으로 개칭
- 1949년 8월 30일: 강화우체국으로 승격
- 1982년 1월 1일: 전신전화업무 이관
- 1989년 3월 27일: 현청사로 이전 개축
- 1997년 7월 1일: 과편제로 개편(관리과, 업무과, 지도실)
- 2001년 5월 21일: 관리기능 광역화(서인천으로 이관)
- 2001년 8월 1일: 볼음도우체국 폐국[1]
- 2001년 10월 29일: 집배광역화(내가, 불은, 하점, 양사 집배총괄국 수용)
- 2010년 11월 8일: 우편구역을 다음과 같이 고시[2]

| 배달국     | 배달구역                                                            |
| ---------- | ------------------------------------------------------------------- |
| 강화우체국 | 강화읍 · 선원면 · 송해면 · 내가면 · 양사면 · 하점면 · 불은면 전지역 |
| 교동우체국 | 교동면 전지역                                                       |
| 온수우체국 | 길상면 전지역                                                       |
| 양도우체국 | 양도면 전지역                                                       |
| 서도우체국 | 서도면 전지역                                                       |
| 삼산우체국 | 삼산면 전지역                                                       |
| 화도우체국 | 화도면 전지역                                                       |

- 2013년 7월 1일: 서도우체국 별정우체국에서 7급우체국으로 관서급 변경[3]
- 2014년 1월 1일: 우편구역을 다음과 같이 고시[4]

| 배달국     | 배달구역                                                                     | 구역번호             |
| ---------- | ---------------------------------------------------------------------------- | -------------------- |
| 강화우체국 | 강화군 전지역 (단, 교동면 · 길상면 · 양도면 · 서도면 · 삼산면 · 화도면 제외) | 23011 ~ 23047 23054  |
| 교동우체국 | 교동면                                                                       | 23000 ~ 23003        |
| 온수우체국 | 길상면                                                                       | 23048 ~ 23053        |
| 양도우체국 | 양도면                                                                       | 23055 ~ 23058        |
| 서도우체국 | 서도면                                                                       | 23008, 23010         |
| 삼산우체국 | 삼산면                                                                       | 23004 ~ 23007, 23009 |
| 화도우체국 | 화도면                                                                       | 23059 ~ 23062        |

- 2016년 7월 1일: 서도우체국 점심시간 휴무 실시[5]
- 2018년 1월 2일: 불은우체국 점심시간 휴무 실시[6]
- 2018년 8월 13일: 우체국 청사 개축으로 온수우체국을 길상면 온수길 27에서 길상면 삼랑성길 3-1 로 이전[7]

## 관할 우체국
| 우체국명       | 사진 | 주소                                         | 비고                          |
| -------------- | ---- | -------------------------------------------- | ----------------------------- |
| 갑곳우편취급국 |      | 인천광역시 강화군 강화읍 갑룡길 33-1         |                               |
| 교동우체국     |      | 인천광역시 강화군 교동면 교동남로 6          |                               |
| 내가우체국     |      | 인천광역시 강화군 내가면 강화서로 217-8      |                               |
| 볼음도우체국   |      | 인천광역시 강화군 서도면 볼음도리 273-3      | 2001년 8월 1일 폐국           |
| 불은우체국     |      | 인천광역시 강화군 불은면 강화동로 562-1      | 별정우체국 점심시간 휴무 실시 |
| 삼산우체국     |      | 인천광역시 강화군 삼산면 삼산북로 463번길 8  | 별정우체국                    |
| 서도우체국     |      | 인천광역시 강화군 서도면 주문도길 220        | 별정우체국 점심시간 휴무 실시 |
| 선원우체국     |      | 인천광역시 강화군 선원면 대문고개로 18       |                               |
| 송해우체국     |      | 인천광역시 강화군 송해면 강화대로 669        |                               |
| 양도우체국     |      | 인천광역시 강화군 양도면 강화남로 711-1      | 별정우체국                    |
| 양사우체국     |      | 인천광역시 강화군 양사면 덕하로 95           |                               |
| 온수우체국     |      | 인천광역시 강화군 길상면 길상면 삼랑성길 3-1 | 2018년 8월 13일 현위치로 이전 |
| 하점우체국     |      | 인천광역시 강화군 하점면 강화대로 1089       |                               |
| 화도우체국     |      | 인천광역시 강화군 화도면 마니산로 703-12     | 별정우체국                    |

## 조직
- 우편물류과
- 경영지도실
- 영업과